# Dryopomera malayana
Dryopomera malayana is een keversoort uit de familie schijnboktorren (Oedemeridae). De wetenschappelijke naam van de soort is voor het eerst geldig gepubliceerd in 1994 door Švihla.